# Mazda MX-30
Mazda MX-30 — первый электромобиль японской компании Mazda, компактный кроссовер. Был представлен на автосалоне в Токио в 2019 году, продажи должны стартовать во второй половине 2020 года. Производство автомобиля началось в мае 2020 года.
Кроссовер имеет электромотор мощностью 143 л. с. и аккумулятор ёмкостью 35.5 кВт·ч MX-30 имеет необычные задние полудвери, как, например, в модели Mazda RX-8.
Несмотря на то, что автомобиль — кроссовер, Mazda дала ему название MX, которое до этого имели только спортивные автомобили и кабриолеты марки (например Mazda MX-5).
- Вид сзади
- Вид сбоку, двери открыты
- Интерьер